# Nikosia
Nikosia (griechisch Λευκωσία Lefkosía, [lɛfkɔˈsi.a], auch Leykosia; türkisch Lefkoşa, altgriechisch Λήδρα Lēdra) ist eine geteilte Stadt im Zentrum der Mittelmeerinsel Zypern und Hauptort des gleichnamigen Bezirkes. Nikosia ist die Hauptstadt der Republik Zypern, der Nordteil zudem De-facto-Hauptstadt der international nicht anerkannten Türkischen Republik Nordzypern.

## Geschichte
Der Pedieos, längster Fluss Zyperns, spielt eine große Rolle für die Gründung und das Wachstum von Nikosia. Er gilt neben den fruchtbaren Böden, dem gemäßigten Klima und dem Schutz durch die umliegenden Berge als Grund dafür, dass sich Menschen im heutigen Nikosia niederließen. Erste Siedlungen entstanden in der Umgebung während der Kupfersteinzeit (4000–2500 v. Chr.), zahlreiche archäologische Funde weisen auch auf eine Besiedlung während der Bronzezeit (2500–1050 v. Chr.) und während der Geometrischen Zeit (1050–750 v. Chr.) hin.

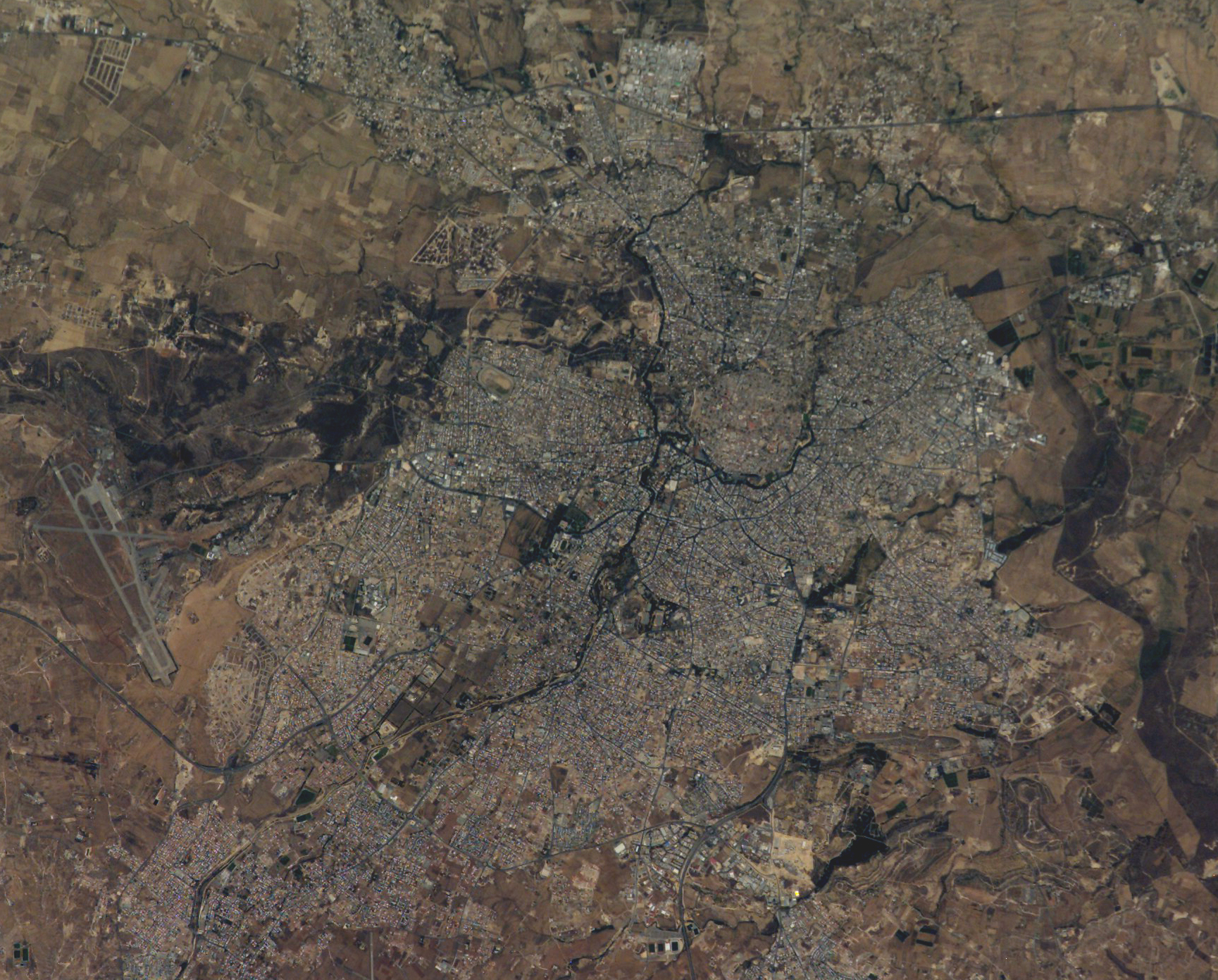
Satellitenbild von Nikosia

Die Stadt ist seit dem 7. Jahrhundert v. Chr. nachgewiesen. Das Prisma des Asarhaddon von 673/672 v. Chr. erwähnt einen König Unasagusu von Lidîr. Der antike Name war Ledra. Die erste bekannte Siedlung aus dem 7. Jahrhundert v. Chr. wurde an der Nordseite des Pedieos begründet und wuchs dann über das Südufer hinaus. Während der byzantinischen Zeit (650 bis 1191 n. Chr.) wuchs die Stadt und entlang des Flusses bildeten sich die ländlichen Vororte Strovolos und Lakatamia. Gegen Ende des 11. Jahrhunderts n. Chr. wurde Nikosia als Hauptstadt der byzantinischen Insel Zypern erwähnt und erste zeitgenössische Mauerbefestigungen wurden errichtet.

### Königreich Zypern
Im Jahr 1191 eroberte Richard Löwenherz im Rahmen des Dritten Kreuzzugs Zypern. 1192 verkaufte er die Insel an Guido von Lusignan, der fortan über sie herrschte. Deshalb stand die Insel von 1192 bis 1489 als Königreich Zypern unter Kontrolle des Hauses Lusignan. Zu dieser Zeit war Nikosia von Verteidigungsanlagen umgeben und der Pedieos floss noch durch das Zentrum von Nikosia, die heutige Altstadt. Die Stadt erreichte einen Höhepunkt ihrer Entwicklung: die Lusignans schufen eine moderne Stadt, die als Sitz der Könige von Zypern und der lateinischen Kirche diente. Gleichzeitig entstanden prunkvolle gotische Bauwerke wie die Hl.-Sophien-Kathedrale, welche zu osmanischer Zeit in eine Moschee umgewandelt wurde. Für damalige Verhältnisse war Nikosia mit 25.000 Einwohnern eine Großstadt.

#### Flut von 1330
Im November 1330 ereignete sich die vielleicht schwerwiegendste Überflutung auf der ganzen Insel. Heftige Regenfälle sollen dafür gesorgt haben, dass der Pedieos in einer Sturzflut entwurzelte Bäume und Geröll nach Nikosia gespült hat. Weil sich Bäume und Geröll im Zentrum Nikosias an einer Brücke verfingen, staute sich das Wasser innerhalb der Stadtbefestigung bis auf über 9 Meter an. Die Folgen der Sturzflut waren nicht nur zerstörte Gebäude, sondern auch zwischen 2000 und 6000 Opfer. Das Ausmaß der Überschwemmung hatte tiefgreifende Auswirkungen auf die Einwohner von Nikosia, die sich zu dieser Zeit eine Katastrophe solchen Ausmaßes nicht erklären konnten. König Hugo IV. ordnete daraufhin ein dreitägiges Fasten und einen Tag der Prozession an. In historischen Berichten wird auch erwähnt, dass eine Prozession jedes Jahr am gleichen Tag zum Gedenken an die Toten stattfand.

### Venezianische Zeit
1489 kam Zypern unter Kontrolle der Venezianer. Die Expansion des Osmanischen Reiches und dessen Einnahme Konstantinopels verstärkten die Bedeutung Zyperns als europäischen Vorposten in Asien. Im Angesicht dieser Gefahr und in Vorbereitung auf einen osmanischen Angriff rissen die Venezianer die mittelalterlichen Verteidigungsmauern von Nikosia ab und die bis heute sichtbaren Stadtmauern von Nikosia entstanden. Deshalb änderte sich das Stadtbild drastisch. Der Pedieos wurde zwischen 1567 und 1570 aus dem Stadtzentrum umgeleitet und fließt bis heute außerhalb der Stadtmauern nördlich an Nikosia vorbei. Die im Durchmesser neun Kilometer große alte Stadtbefestigung wurde abgerissen und durch die neuen Stadtmauern ersetzt, die einen Durchmesser von drei Kilometern um das Stadtzentrum haben. Die nach den Plänen von Giulio Savorgnano mit elf Bastionen, einem tiefen Graben und drei Stadttoren erbauten Mauern konnten dem osmanischen Angriff aber nicht standhalten. Ende Juli 1570 erreichte die Osmanische Armee unter Befehl von Lala Mustafa Nikosia und begann mit der Belagerung an den südlichen und südöstlichen Stadtmauern. Mit wiederholten Angriffen und Beschuss konnte die Moral der Verteidiger gebrochen werden, auch weil die venezianischen Einheiten unter Proviantmangel litten. Die Stadt wurde am 9. September 1570 nach sechs Wochen durch die osmanischen Truppen eingenommen und anschließend drei Tage lang geplündert.

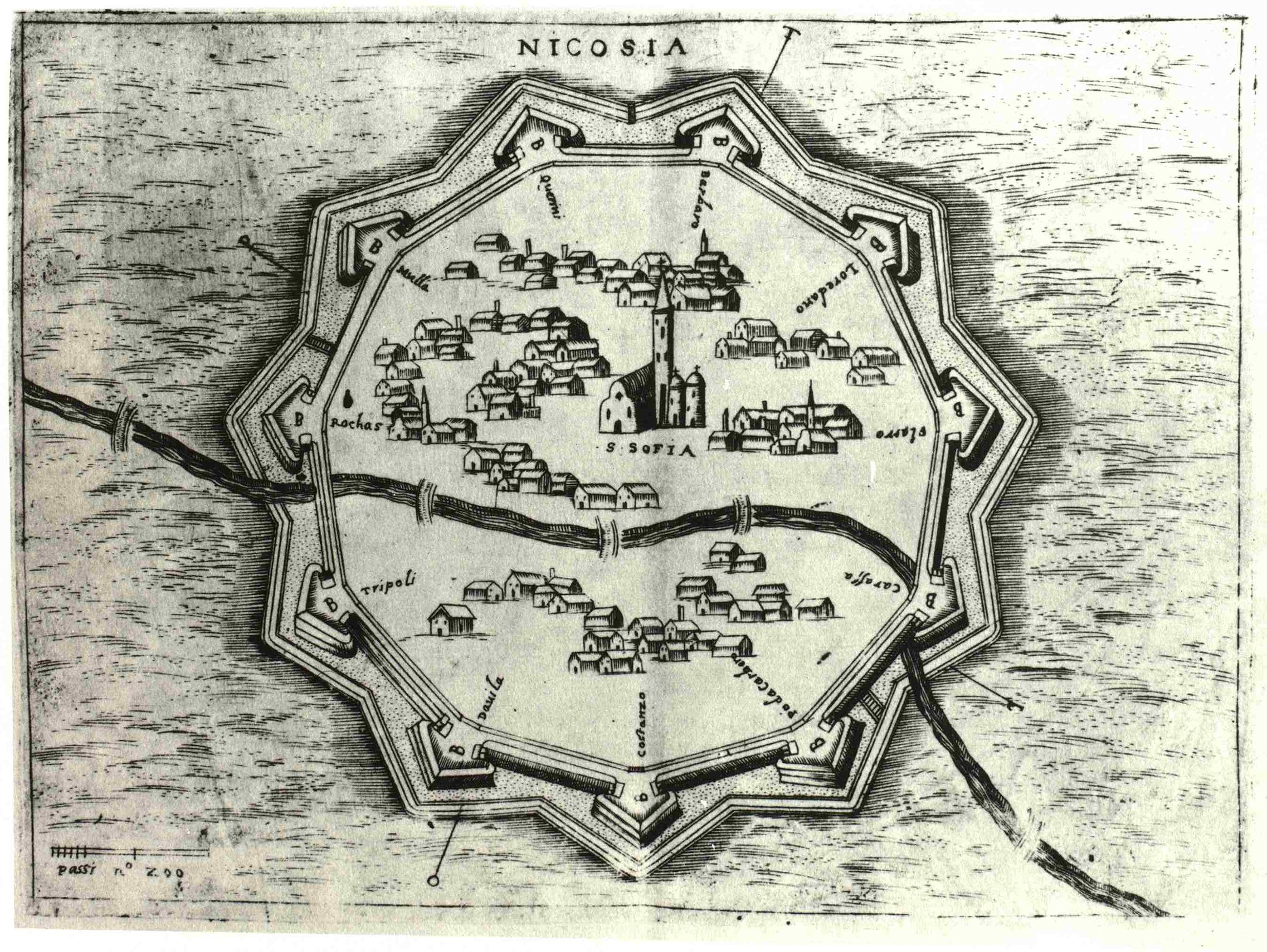
Nikosia im späten 16. Jahrhundert. Stich von Giovanni Francesco Camocio, um 1570

Der Titel des Vizegrafen von Nikosia war in venezianischer Zeit auch griechischen Adeligen zugänglich, meist gegen eine Zahlung an die Signoria von Venedig. „Visconti“ von Nikosia waren unter anderem:
| Jahr      | Visconte                 | Bemerkungen                                   |
| 1503      | Jano (Jacopo) Podocataro |                                               |
| 1507      | Efgenios Singriticus     |                                               |
| 1508      | Pietro Podocataro        |                                               |
| 1510–1511 | Efgenios Singriticus     | Versuch einer dritten Amtsperiode gescheitert |
| 1548–1550 | Hieronimo Boustron       |                                               |
| 1548–1559 | Hieronimo Boustron       |                                               |
| 1567      | Tommaso Singriticus      |                                               |

### Osmanische Zeit
Mit der Einnahme von Famagusta im Juli 1571 stand ganz Zypern unter der Herrschaft des osmanischen Reiches. Nikosia blieb während dieser Zeit Hauptstadt der Insel und war als Verwaltungszentrum Sitz des türkischen Gouverneurs und des Erzbischofs der orthodoxen Kirche, welcher Oberhaupt der christlichen Bevölkerung (Reâyâ) war. Wie die gesamte Insel, die zu einem der ärmsten Gebiete des Reiches wurde, erlebte Nikosia einen Niedergang. 1572 führten die osmanischen Verwalter eine Erhebung der Bevölkerungszahlen durch. Viele Bewohner der Städte waren aufs Land geflohen und so zählte auch Nikosia nur 235 Steuerzahler.
Während der osmanischen Epoche wurde die Wasserversorgung Nikosias durch den Bau von Aquädukten ausgebaut. Das Arap-Ahmed-Pascha-Aquädukt entstand zwischen 1584 und 1587 und transportierte Wasser über 4 km aus Brunnen in der Nähe von Strovolos in die Stadt, wo es in Brunnen in den Stadtvierteln verteilt wurde. Zwischen 1801 und 1803 wurde zusätzlich das Silahtar-Aquädukt erbaut. Beide Aquädukte waren bis in die 1930er-Jahre im Einsatz, bis sie durch Rohre und weitere Brunnen im Umland ersetzt wurden.
Nach dem Russisch-Türkischen Krieg von 1877–1878 trat der Sultan Zypern am Rande des Berliner Kongresses an Großbritannien ab.

### Britische Zeit
Die ersten ausländischen Besucher nach der britischen Übernahme 1878 beschrieben Nikosia als schmutzige und vernachlässigte Stadt, ohne Abwassersystem und geplagt von stehenden Gewässern, die die Quelle von Infektionen und Malaria seien. Die Modernisierung erfolgte in mehreren Stufen. Zu den wichtigsten Veränderungen zählten unter anderem die Neuorganisation der Verwaltung, die Verbesserung der öffentlichen Hygiene und die Schaffung eines Straßennetzes, denn bis 1878 verband nur eine schlechte Straße Nikosia mit Larnaka.
In den 82 Jahren britischer Kontrolle fanden die größten und tiefgreifendsten Veränderungen in der Geschichte von Nikosia statt. Während dieser Zeit übernahm Nikosia die Führung im Handel von Larnaka, das während der türkischen Herrschaft die europäischen Konsulate beherbergte sowie im Bildungs- und Kulturleben von Limassol.
In den 1930er Jahren wurden die Venetianischen Stadtmauern durch das Department of Antiquities unter Leitung von Peter Megaw restauriert, teilweise als Arbeitsbeschaffungsmaßnahme. 1949 wurde das luxuriöse Ledra Palace Hotel eröffnet. Die britische Herrschaft dauerte bis 1960, als Zypern ein unabhängiger Staat wurde.

## Völkerrechtlicher Status
Die Stadt gehört völkerrechtlich in ihrer Gesamtheit zur Republik Zypern, die jedoch seit der Besetzung des Norden Zyperns durch türkische Streitkräfte und der Proklamation der Türkischen Republik Nordzypern im November 1983 de facto keine Hoheitsrechte über Nord-Nikosia ausübt. Seither wird die Stadt durch eine „Grüne Linie“ (englisch Green Line, griechisch πράσινη γραμμή, türkisch yeşil hat) geteilt, die von Friedenstruppen der Vereinten Nationen, der United Nations Peacekeeping Force in Cyprus (UNFICYP), überwacht wird.
Im Ort befinden sich die Botschaft der Vereinigten Staaten in Nikosia, die Deutsche Botschaft, ein Büro des UNHCR und das Hauptquartier der UN-Friedenstruppen auf Zypern.

## Stadtteile und angrenzende Vororte
Nordteil ( Türkische Republik Nordzypern)
- Abdi Çavuş
- Akkavuk
- Arabahmet
- Aydemet
- Çağlayan
- Değirmenlik
- Göçmenköy
- Hamitköy
- Haspolat
- Haydarpaşa
- İbrahim Paşa
- İplik Pazarı/K.Efendi
- Kafesli
- Karamanzade
- Kızılay
- Köşklüçiftlik
- Kumsal
- Küçük Kaymaklı
- Mahmut Paşa
- Marmara
- Organize Sanayi
- Ortaköy
- Selimiye
- Taşkınköy
- Yenicami
- Yenişehir

Südteil ( Zypern)
- Agii Omologites
- Agios Dometios
- Aglandzia
- Akropolis
- Anthoupolis
- Dasoupolis
- Engomi
- Kaimakli
- Laiki Gitonia
- Lakatamia
- Lykavitos
- Makedonitissa
- Omorfita
- Pallouriotissa
- Strovolos

## Sehenswürdigkeiten

### Altstadt

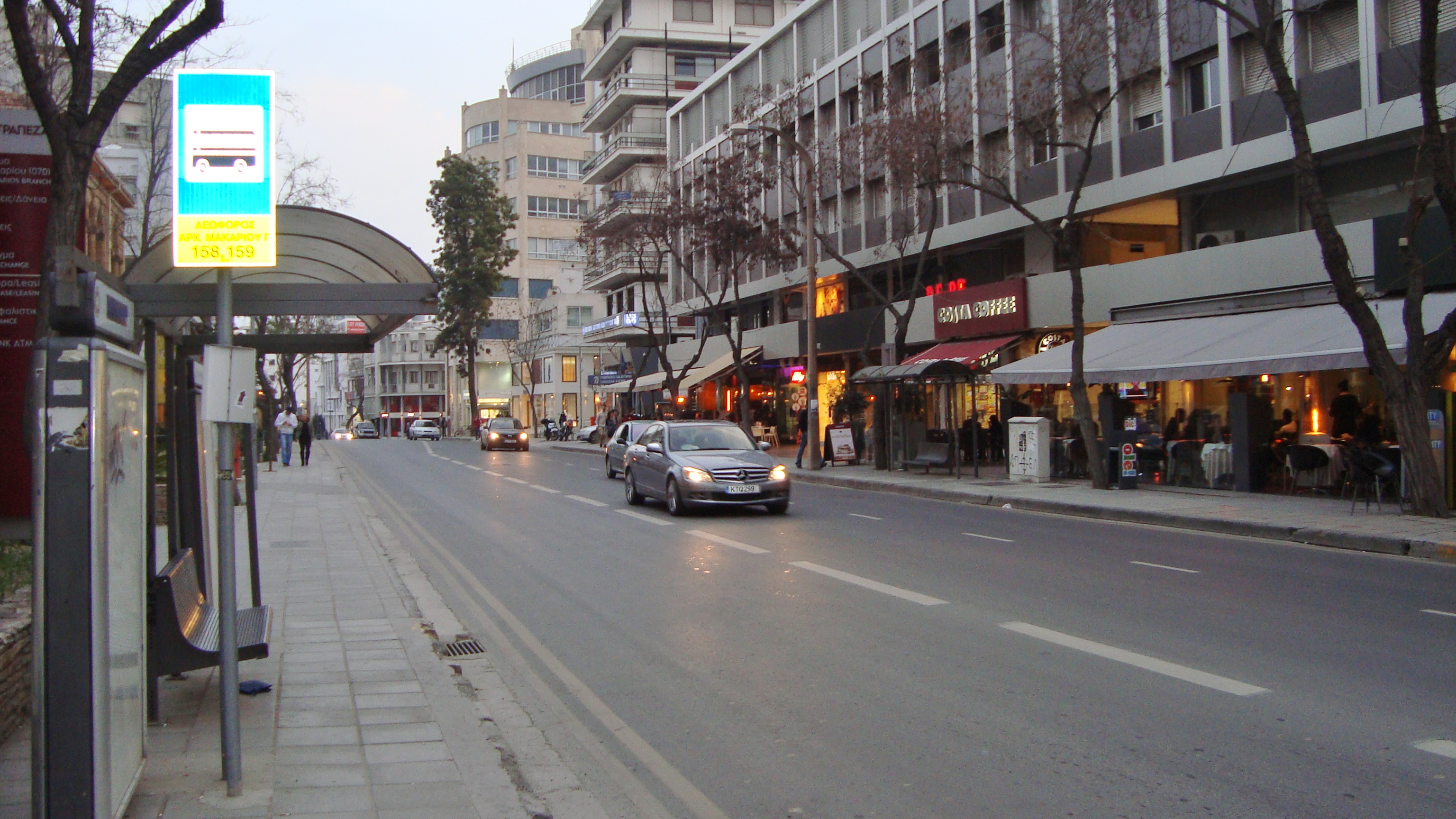
Die Makariou Avenue im Zentrum am frühen Abend

Im südlichen Teil der Altstadt herrscht reges kulturelles Leben mit einigen Restaurants und Kneipen, besonders in der Umgebung des Famagusta-Tores (πύλη Αμμόχωστου). Über die ganze Altstadt verstreut sind traditionelle Läden und Handwerksbetriebe. In der Ledrastraße, die an der Platía Eleftherías (Platz der Freiheit; Πλατεία Ελευθερίας) beginnt und bis zur Grünen Linie führt, befinden sich die größeren und moderneren Geschäfte. Die Laikí Jitoniá (Λαϊκή Γειτονιά; in etwa: lokale/traditionelle Nachbarschaft) ist ein vornehmlich touristisch genutzter Stadtteil.
Sowohl Nord- als auch Südteil der Altstadt verfielen aufgrund der teilungsbedingten Randlage. Seit einigen Jahren werden historische Gebäude, allem voran mittelalterliche zyprische und venezianische, restauriert. Am 3. April 2008 wurde in der Ledrastraße die erste Grenzübergangsstelle innerhalb der Altstadt (nur für Fußgänger) geöffnet.
Die knapp fünf Kilometer lange Venezianische Festungsmauer wurde 1567/1568 errichtet und umschließt mit elf Bastionen sternförmig die Altstadt. Fünf Bastionen liegen im Süden (im Uhrzeigersinn): Caraffa, Podocataro, Constanza, D’Avila, Tripoli, fünf im Norden: Roccas (türk. Kaytazağa), Mula (Zahra), Quirini (Cephane), Barbaro (Musalla), Loredano (Cevizli), die Bastion Flatro (Sibeli) schließlich ist geteilt, auf ihr befinden sich Grenzwachtposten beider Seiten sowie ein UN-Posten.

### Süden der Stadt

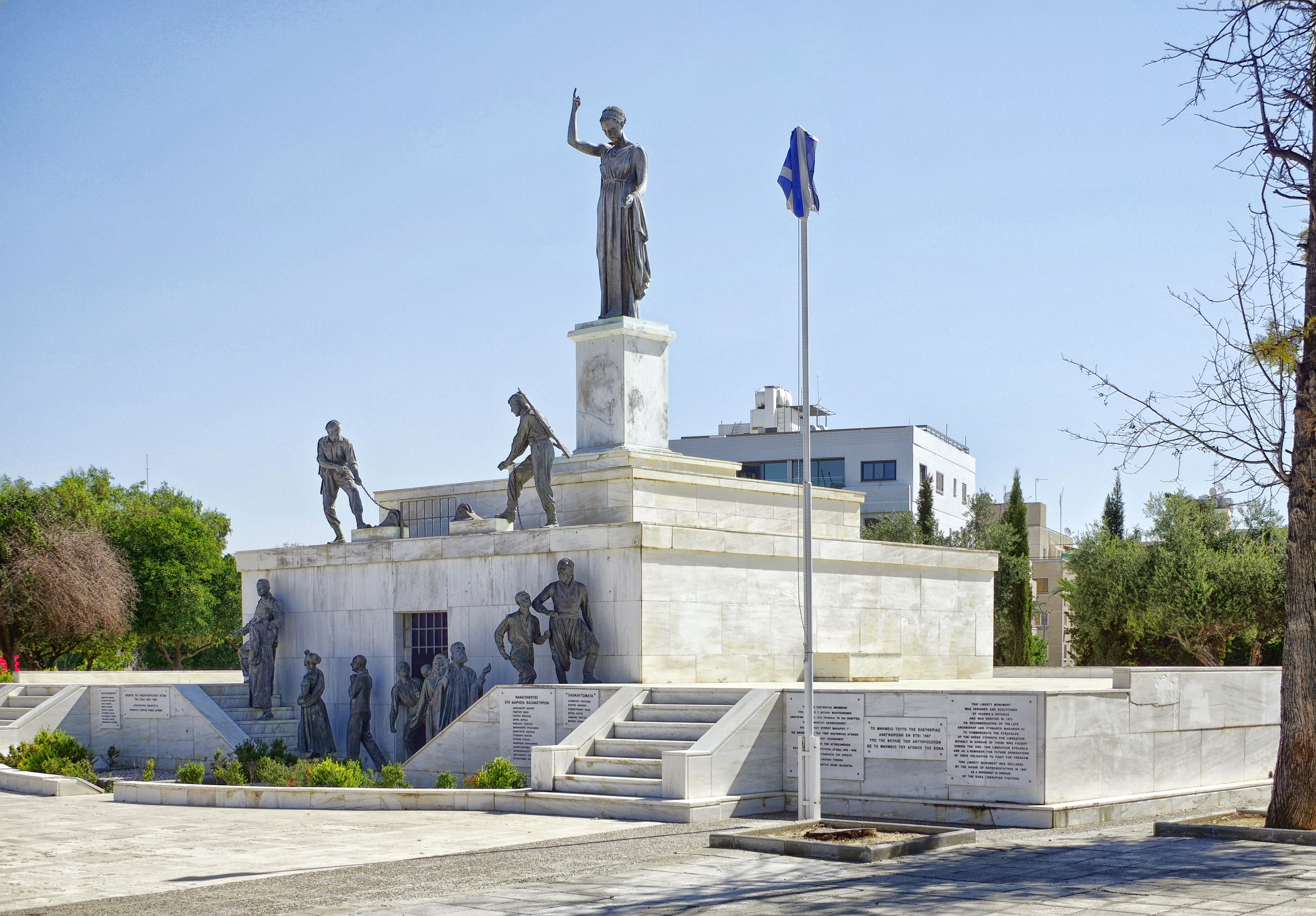
Das Befreiungsdenkmal auf der Podokataro-Bastion

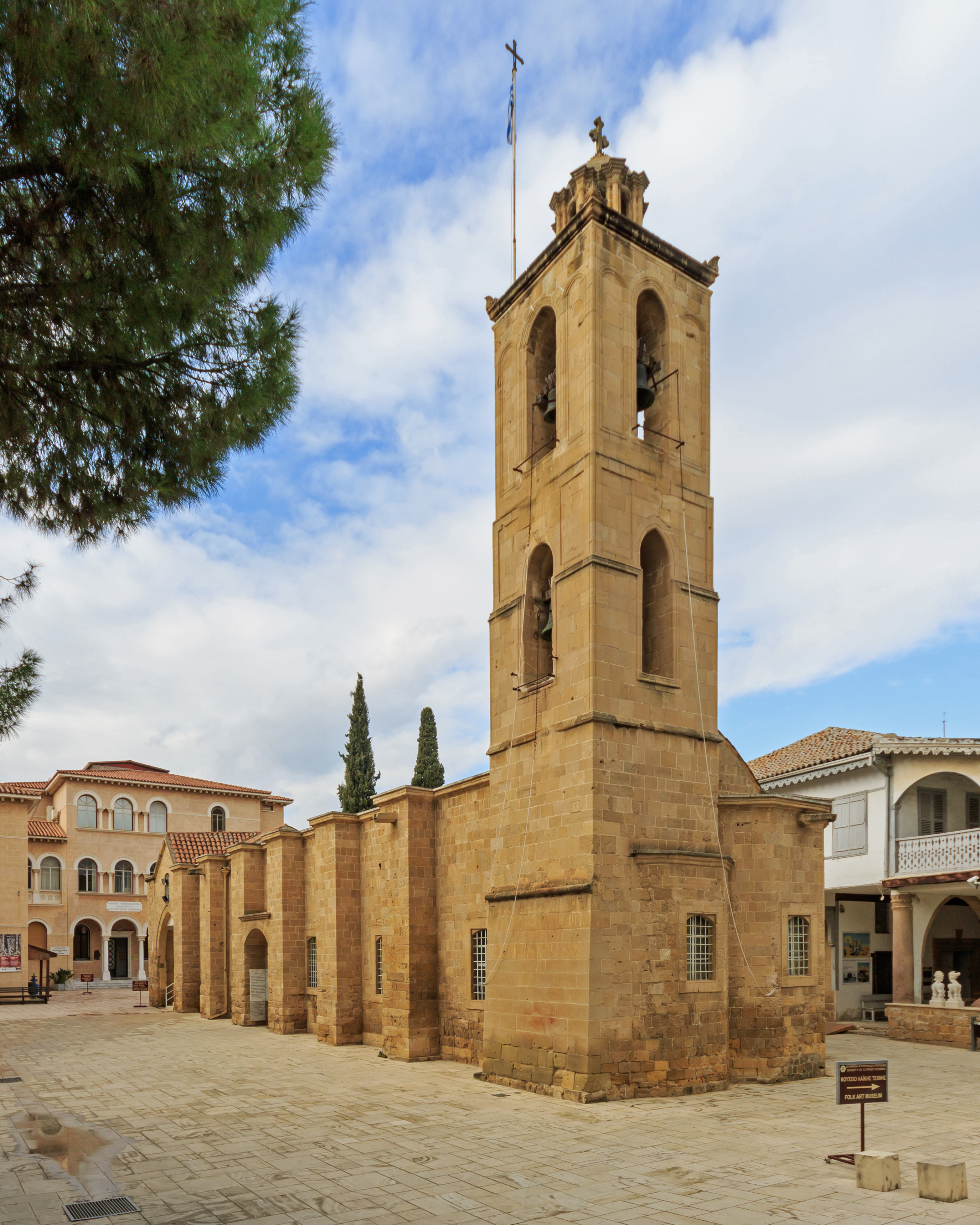
Die Johannes-Kathedrale

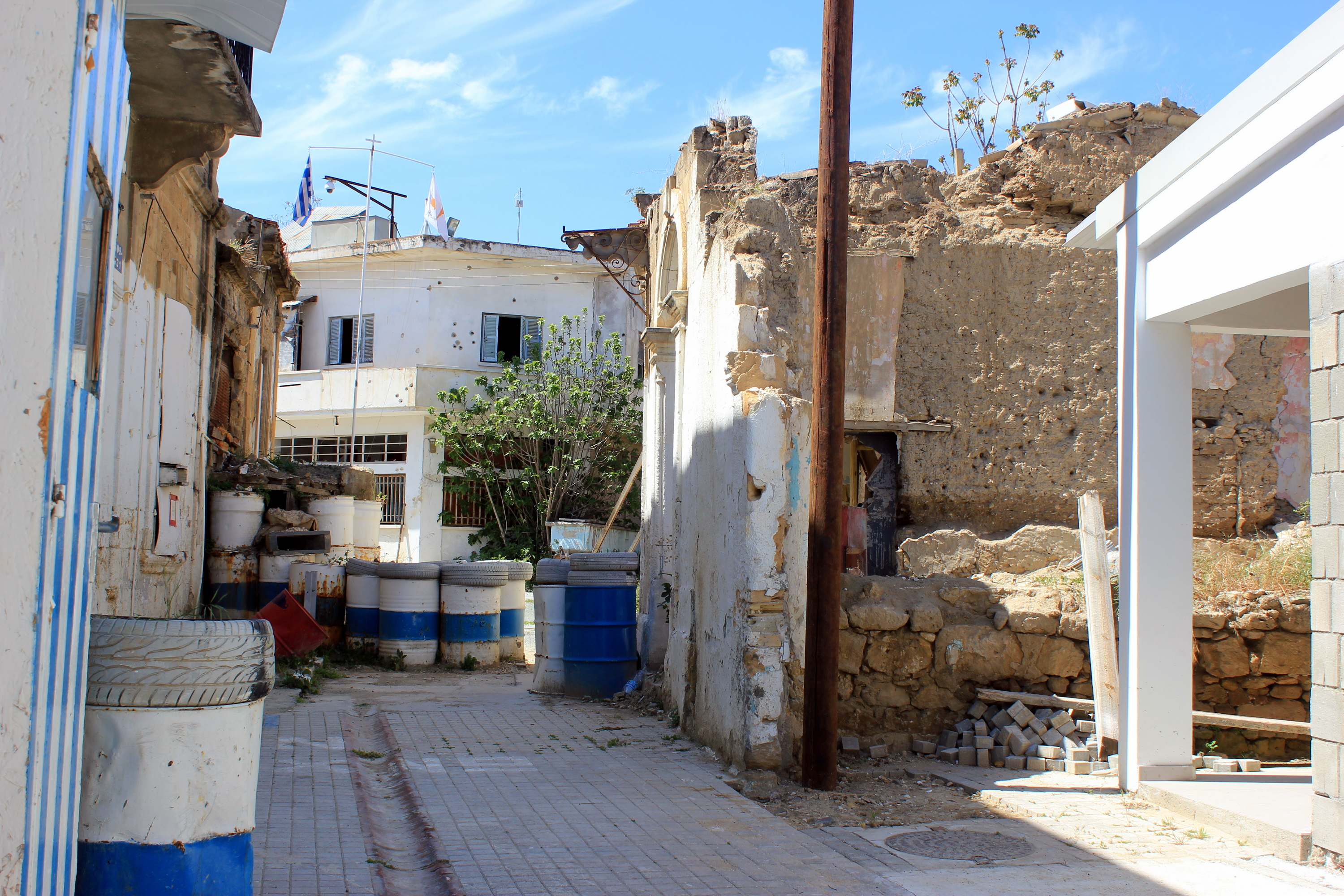
Absperrungen an der Grünen Linie zwischen Nord- und Südteil der Stadt

- Das Befreiungsdenkmal auf der Podokataro-Bastion wurde kurz nach der Befreiung von der britischen Kolonialherrschaft 1960 aufgestellt.
- Die 1872 noch unter osmanischer Herrschaft errichtete Faneromeni-Kirche ist die wohl größte Kirche Nikosias.
- Die Johannes-Kathedrale wurde 1662 erbaut und im 18. Jahrhundert zur Kathedrale erhoben.
- Die Omeriye-Moschee, aus der im 14. Jahrhundert erbauten gotischen Klosterkirche St. Maria der Augustiner-Eremiten hervorgegangen.
- Das Ikonenmuseum ist in einem Seitentrakt des Erzbischöflichen Palastes untergebracht. Das Museum beherbergt mehr als 150 Ikonen und ist eine der weltweit bedeutendsten Ikonensammlungen.
- Museum des Nationalen Kampfes
- Das Zypernmuseum (Archäologisches Museum) liegt südwestlich knapp außerhalb der Altstadt. Es ist das bedeutendste archäologische Museum der Insel und vermittelt mit Fundstücken von der Jungsteinzeit bis zur byzantinischen Epoche ein geschlossenes Bild der Kulturgeschichte Zyperns.
- Das Haus des Kornessios ist eine Stadtvilla aus dem 18. Jahrhundert, das als Museum den Lebensstil der Oberschicht der damaligen Zeit präsentiert.
- Das Armenische Völkermord-Monument Nikosia ist ein Mahnmal in Nikosia, das den Märtyrern und Überlebenden des Völkermords an den Armeniern 1915–1923 im Osmanischen Reich gewidmet ist.
- Das Cyprus Classic Motorcycle Museum in der Altstadt dokumentiert die Geschichte des Zweirades auf der Insel.

### Norden der Stadt

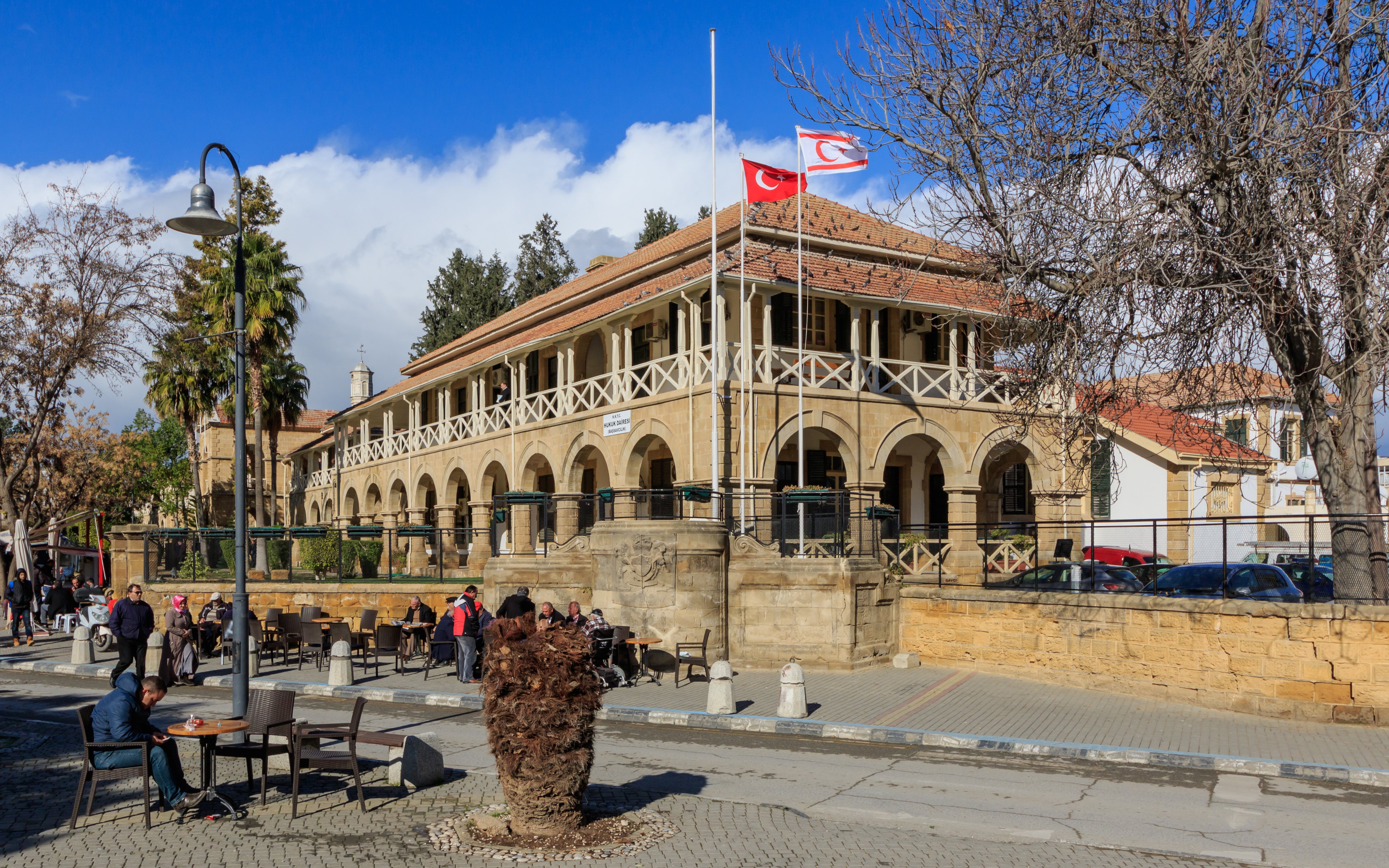
Der zentrale Atatürk-Platz

- In der Arabahmet-Moschee aus dem 17. Jahrhundert wird eine Haarsträhne Mohammeds aufbewahrt.
- Die Selimiye-Moschee, erbaut im 13. Jahrhundert als Kathedrale Hagia Sophia, wurde 1571 von den Türken in eine Moschee umgewandelt.
- Der Bedesten, ursprünglich eine byzantinische Kirche, im Mittelalter dem Hl. Nikolaus dem Engländer geweiht, seit osmanischer Zeit Markt und Kornkammer.
- Die gotische Kirche St. Katharina aus dem 14. Jahrhundert, heute säkularisiert.
- Die Sultan-Mahmut-Bibliothek mit einer großen Sammlung islamischer Manuskripte.
- Der zentrale Atatürk-Platz mit der Venezianischen Säule im Mittelpunkt.
- Die alte Karawanserei Büyük Han wurde 1572 kurz nach der türkischen Eroberung Zyperns erbaut und ist vermutlich das älteste türkische Bauwerk auf der Insel.
- Derviş Paşa-Villa
- Feinschliff-Museum
- Türkisches Ethnographisches Museum (Mevlevi Tekke)
- Barbarei-Museum
- Bibliothek des Sultans Mahmud II.

## Verkehr

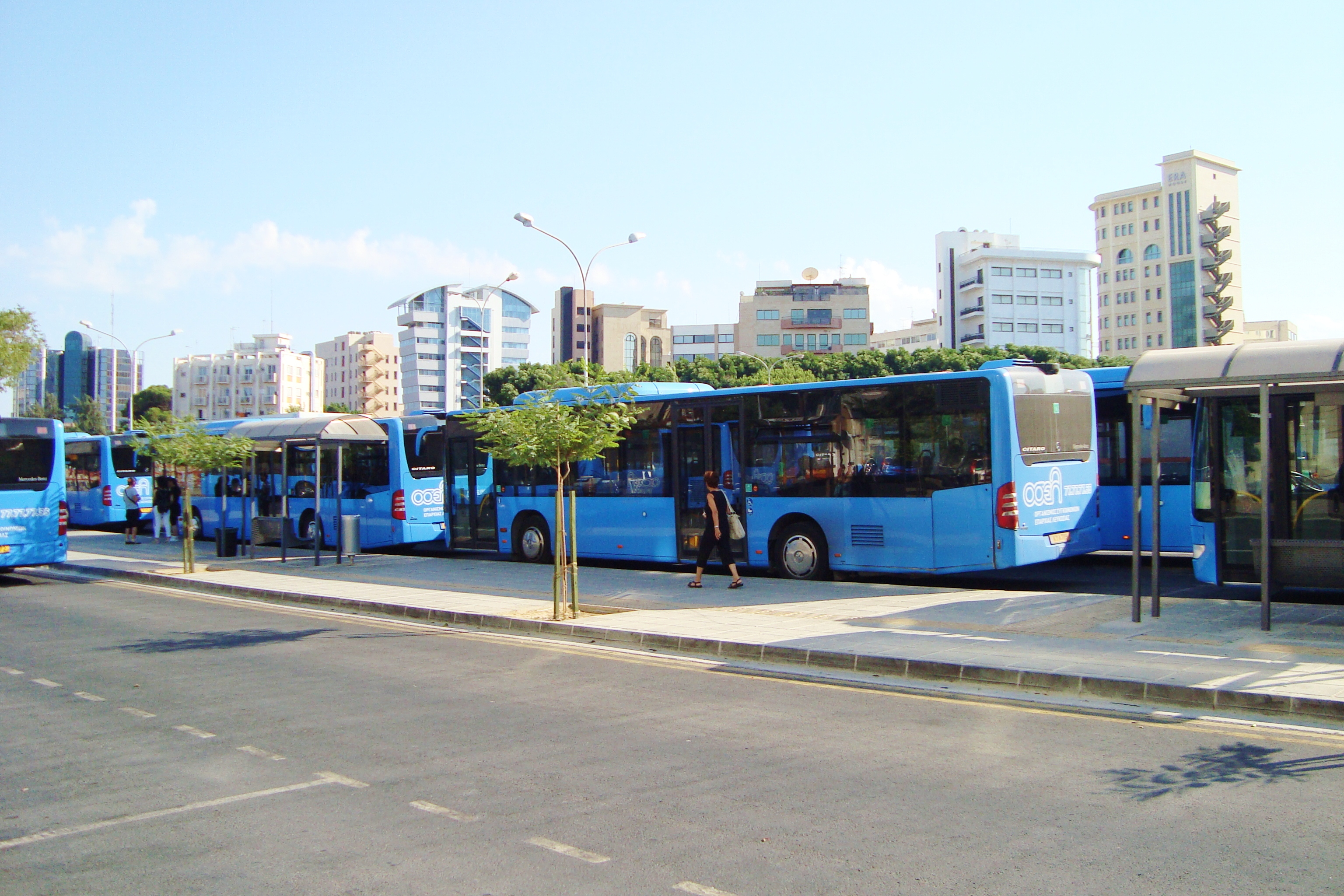
Der Busbahnhof der OSEL am Solomos-Platz

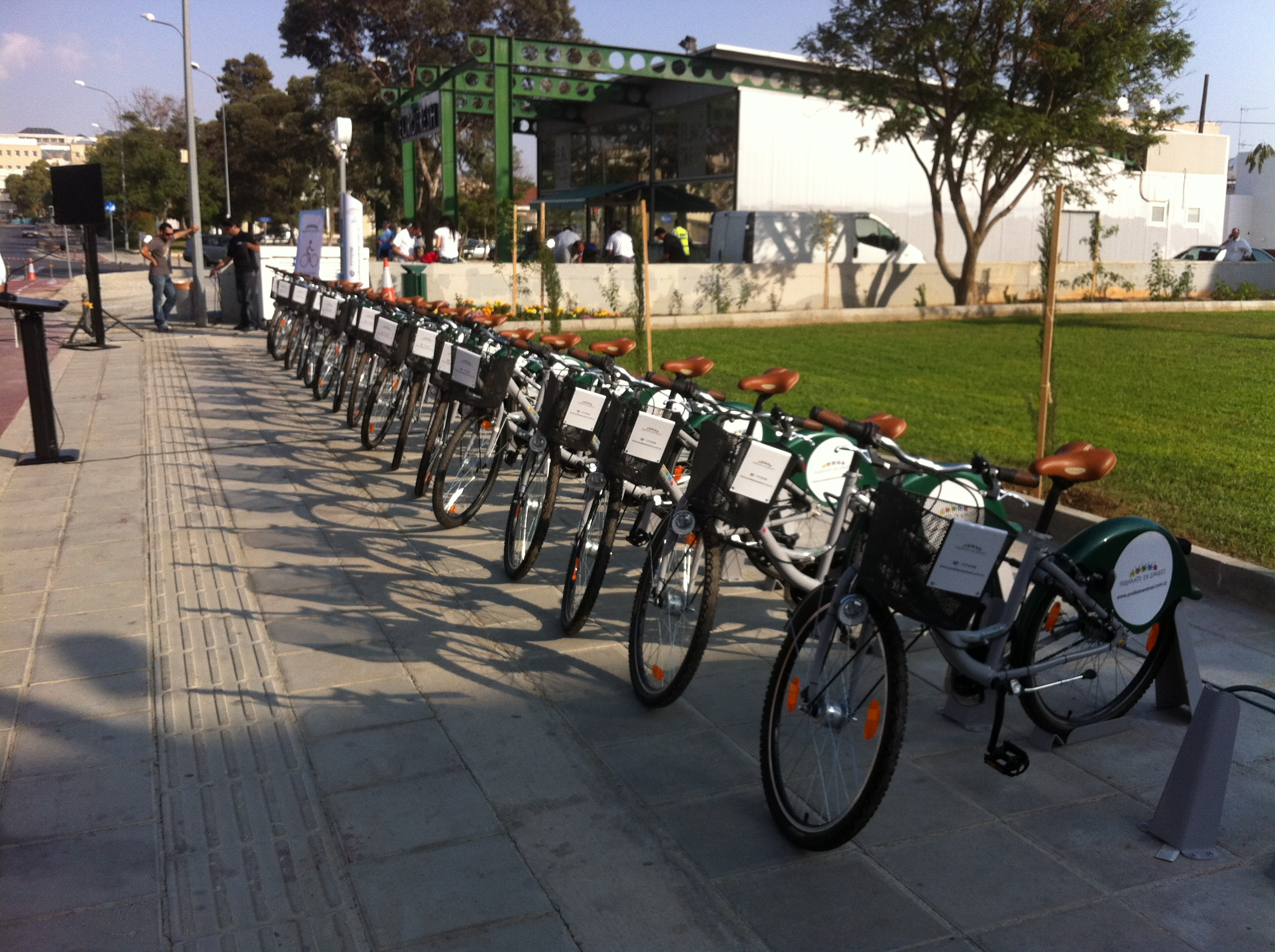
Fahrradverleihsystem Bike in Action

Nikosia befindet sich etwa in der Mitte der Insel, und viele Straßen führen von dort aus sternförmig an die Küstenstädte. Die A1 verbindet Nikosia mit den Südküstenautobahnen, die A9 führt in westlicher Richtung zum Troodos-Gebirge. Die städtische Gesellschaft OSEL betreibt innerstädtische Buslinien, weiterhin gibt es die regionale Nicosia-Bus.
Im Osten der Stadt, auf nordzyprischem Gebiet, befindet sich der Flughafen Ercan, der über eine 4-spurige Schnellstraße erschlossen ist, für den südzyprischen Teil der Stadt wird der Flughafen Larnaka an der Südostküste der Insel genutzt. Der alte Flughafen Nikosias ist seit 1974 gesperrt, da er sich in der UN-Schutzzone befindet.

## Universitäten
Die Universität Zypern ist die älteste Hochschule des Landes und befindet sich in Nikosia, 1980 wurde die Universität Nikosia gegründet. Auch die zyprische Fernuniversität Open University of Cyprus sowie die Privatuniversität European University of Cyprus haben in der Stadt ihren Sitz. 2018 wurde die Philips University gegründet.
Im Nordteil der Stadt liegen die Internationale Universität Zypern und die Universität des Nahen Ostens.

## Wirtschaft, Kultur und Religion
In Nikosia-Strovolos befindet sich der Sitz der Bank of Cyprus, der größten zyprischen Bank.
Auch in der Hauptstadt befindet sich die Wertpapierbörse des Landes – die Börse von Zypern.
Nikosia ist der Sitz der 1357 gegründeten Erzeparchie Zypern der Maronitischen Kirche. Die Römisch-katholische Kirche in Zypern gehört zum Lateinischen Patriarchat von Jerusalem und ist mit der Heilig-Kreuz-Kirche in Nikosia vertreten. Der Heilige Stuhl unterhält seit 1973 eine Apostolische Nuntiatur in Nikosia.
Die Kirche von Zypern, die die orthodoxe Kirche in Zypern vertritt, hat den Hauptsitz in Nikosia.

## Bevölkerung
Die Agglomeration Nikosia hat 256.000 Einwohner. In der eigentlichen Stadt leben 56.479 Menschen im Südteil (Stand 2021) und 61.378 Menschen im (türkischen) Nordteil (Stand 2011).
Nach der Volkszählung vom 31. Januar 1879 hatte die zu dem Zeitpunkt noch ungeteilte Stadt 2463 Häuser und 11.197 Einwohner. Sie verteilten sich wie folgt auf verschiedene Religionen bzw. Konfessionen oder Kirchen:
- Muslime (5628)
- Orthodoxe (5251)
- Armenische Apostolische Kirche (166)
- Katholiken (121)
- Anglikaner (28)
- Juden (3)

## Sport
Die international bekanntesten Sportklubs der Stadt sind APOEL Nikosia und Omonia Nikosia. Diese zwei Klubs dominieren auch die populärste Sportart in der Republik Zypern, Fußball. Beide tragen ihre Heimspiele im Neo GSP-Stadion aus, dem größten der Republik Zypern, mit einem Fassungsvermögen von 23.400 Zuschauern.

## Persönlichkeiten
Die Liste enthält eine Übersicht bedeutender, im heutigen Nikosia geborener Persönlichkeiten. Ob die Personen ihren späteren Wirkungskreis in Nikosia hatten oder nicht, ist dabei unerheblich. Viele sind nach ihrer Geburt weggezogen und andernorts bekannt geworden. Die Liste erhebt keinen Anspruch auf Vollständigkeit.
- Peter I. (1328–1369), König von Zypern
- Jakob I. (1334–1398), König von Zypern
- Johann II. (1414/18–1458), König von Zypern
- Carlotta von Lusignan (1444–1487), Königin von Zypern
- Jakob II. (um 1440–1473), König von Zypern
- Kâmil Pascha (1833–1913), osmanischer Staatsmann
- Neoklis Kyriazis (1877–1956), Arzt und Historiker
- Arthur Stephen Mavrogordato (1886–1964), britischer Polizeioffizier
- Fazıl Küçük (1906–1984), zyperntürkischer Politiker, von 1959 bis 1973 Vizepräsident der Republik Zypern
- Khoren I. Mesrob Paroyan (1914–1983), Katholikos des Großen Hauses von Kilikien
- Alparslan Türkeş (1917–1997), türkischer Politiker
- Glafkos Klerides (1919–2013), zyperngriechischer Politiker und Staatspräsident der Republik Zypern
- Kâmran Aziz (1922–2017), Musikerin und Pharmazeutin
- Vamik Volkan (* 1932), zyperntürkischer Psychiater und Psychoanalytiker
- Tassos Papadopoulos (1934–2008), zyperngriechischer Politiker, ehemaliger Präsident der Republik Zypern
- Andreas Papadakis (1938–2008), zyperngriechischer Architekturkritiker
- Dakis Joannou (* 1939), zyperngriechischer Industrieller, bekannt als einer der wichtigsten Sammler zeitgenössischer Kunst
- İrsen Küçük (1940–2019), türkisch-zypriotischer Politiker und Ministerpräsident der Türkischen Republik Nordzypern
- Mike Brant (1947–1975), israelischer Chanson-Sänger
- Christopher Pissarides (* 1948), zyperngriechischer Wirtschaftsnobelpreisträger
- Paschalis M. Kitromilides (* 1949), griechisch-zyprischer Politikwissenschaftler, Neogräzist und emeritierter Professor für Politikwissenschaft
- Peter Hathazy (* 1951), deutscher Theaterregisseur und Bühnenautor
- Ferdi Sabit Soyer (* 1952), zyperntürkischer Politiker und ehemaliger Ministerpräsident der Türkischen Republik Nordzypern
- Zeta Emilianidou (1954–2022), Anwältin und Politikerin
- Georgios Serghides (* 1955), zyprischer Jurist, Hochschullehrer und Richter
- Mick Karn (1958–2011), englischer Bassist
- Serdar Denktaş (* 1959), zyperntürkischer Politiker, ehemaliger Vizekanzler und Außenminister der Türkischen Republik Nordzypern, Sohn von Rauf Denktaş
- Neşe Yaşın (* 1959), türkisch-zyprische Dichterin und Schriftstellerin
- Spiros Agrotis (* 1961), Radrennfahrer
- Marios Hadjiandreou (* 1962), Dreispringer
- Pavlos Fotiadis (* 1964), Skirennläufer
- Lina Aristodimou (* 1965), Skirennläuferin
- Alechis Fotiadis (* 1967), Skirennläufer
- Elena Efrem (* 1969), Juristin
- Savvas Papasavvas (* 1969), Jurist
- Harris Georgiades (* 1972), zyperngriechischer Politiker
- Constantinos Stylianou (* 1972), zyperngriechischer Komponist und Pianist
- Maria Michail (* 1973), Diplomatin
- George Kallis (* 1974), zyperngriechischer Komponist
- Anna Marcoulli (* 1974), Juristin
- Ziynet Sali (* 1975), türkisch-zyprische Popsängerin
- Dome Karukoski (* 1976), finnischer Filmregisseur, Drehbuchautor, Schauspieler und Filmproduzent zypriotischer Herkunft
- Theodoros Christodoulou (* 1977), Skirennläufer
- Andreas Pitsillides (* 1977), zyperngriechischer Politiker und Theologe
- Yolanda Demetriou (* 1983), deutsche Sportwissenschaftlerin und Hochschullehrerin
- Buray (* 1984), türkisch-zypriotischer Popmusiker
- Çağlar Yüksel (* 1985), türkisch-zypriotischer Schauspieler
- Elena Mousikou (* 1988), Bogenschützin
- Christos Dimitriou (* 1993), Mittelstreckenläufer
- Nika Katscharawa (* 1994), Fußballspieler
- Filippa Fotopoulou (* 1996), Weitspringerin
- Olivia Fotopoulou (* 1996), Sprinterin
- Giannos Kougioumtzian (* 1997), Skirennläufer
- Kalliopi Kountouri (* 1997), Leichtathletin
- Marinos Tzionis (* 2001), Fußballspieler
- Stelios Andreou (* 2002), Fußballspieler
- Loizos Loizou (* 2003), Fußballspieler

## Städtepartnerschaften

### Nordteil
- Ankara, Türkei (seit 1988)
- Bursa, Türkei
- Gaziantep, Türkei
- Tokat, Türkei
- Komrat, Gagausien, Republik Moldau
- Aračinovo, Nordmazedonien
- Karbinci, Nordmazedonien
- Kumanovo, Nordmazedonien[13]

### Südteil
- Athen, Griechenland (1988)
- Odessa, Ukraine (1996)
- Schiraz, Iran (1999)
- Bukarest, Rumänien (2004)
- Shanghai, China (2004)
- Barcelona, Spanien (2004)
- Beirut, Libanon (2004)
- Mexiko-Stadt, Mexiko (2004)
- Mailand, Italien (2004)
- Abu Dhabi, Vereinigte Arabische Emirate (2004)

### Freundschaftsstädte (Südteil)
- Moskau, Russland (2000)
- Nicosia, Sizilien, Italien (2000)
- Qingdao, China (2001)
- Helsinki, Finnland (2003)
- Zagreb, Kroatien (2004)

## Klimatabelle
|                       | Jan  | Feb  | Mär  | Apr  | Mai  | Jun  | Jul  | Aug  | Sep  | Okt  | Nov  | Dez  |   |      |
| Mittl. Tagesmax. (°C) | 15,3 | 15,9 | 18,6 | 24,3 | 29,5 | 33,9 | 36,9 | 36,7 | 33,6 | 28,3 | 21,8 | 17,1 | ⌀ | 26   |
| Mittl. Tagesmin. (°C) | 5,2  | 5,0  | 6,4  | 10,1 | 14,5 | 18,8 | 21,8 | 21,6 | 18,5 | 15,0 | 10,2 | 6,8  | ⌀ | 12,9 |
|                       |      |      |      |      |      |      |      |      |      |      |      |      |   |      |
| Niederschlag (mm)     | 48   | 47   | 37   | 22   | 22   | 7    | 1    | 7    | 6    | 22   | 31   | 58   | Σ | 308  |
|                       |      |      |      |      |      |      |      |      |      |      |      |      |   |      |
| Sonnenstunden (h/d)   | 5,5  | 6,7  | 7,6  | 9,2  | 10,8 | 12,5 | 12,8 | 12,1 | 10,8 | 8,9  | 7,3  | 5,6  | ⌀ | 9,2  |
|                       |      |      |      |      |      |      |      |      |      |      |      |      |   |      |
| Regentage (d)         | 9,0  | 9,1  | 8,1  | 4,4  | 4,0  | 0,9  | 0,0  | 0,5  | 1,1  | 4,9  | 6,3  | 7,9  | Σ | 56,2 |
|                       |      |      |      |      |      |      |      |      |      |      |      |      |   |      |
| Luftfeuchtigkeit (%)  | 76   | 73   | 68   | 60   | 54   | 49   | 47   | 49   | 54   | 57   | 66   | 75   | ⌀ | 60,6 |

| 5,2 |

| 5,0 |

| 6,4 |

| 10,1 |

| 14,5 |

| 18,8 |

| 21,8 |

| 21,6 |

| 18,5 |

| 15,0 |

| 10,2 |

| 6,8 |

| 5,2 |

| 5,0 |

| 6,4 |

| 10,1 |

| 14,5 |

| 18,8 |

| 21,8 |

| 21,6 |

| 18,5 |

| 15,0 |

| 10,2 |

| 6,8 |